# Эльде
Э́льде (А́льте-Э́льде, нем. Elde) — 208-километровая река в Германии, крупнейшая в земле Мекленбург-Передняя Померания. Площадь водосборного бассейна — 2990 км².
Исток и верхнее течение реки расположены на юге и юго-западе земли Мекленбург-Передняя Померания, а нижнее и северное пролегают на севере земли Бранденбург. Река соединяет озеро Мюриц с рекой Эльба.

## История

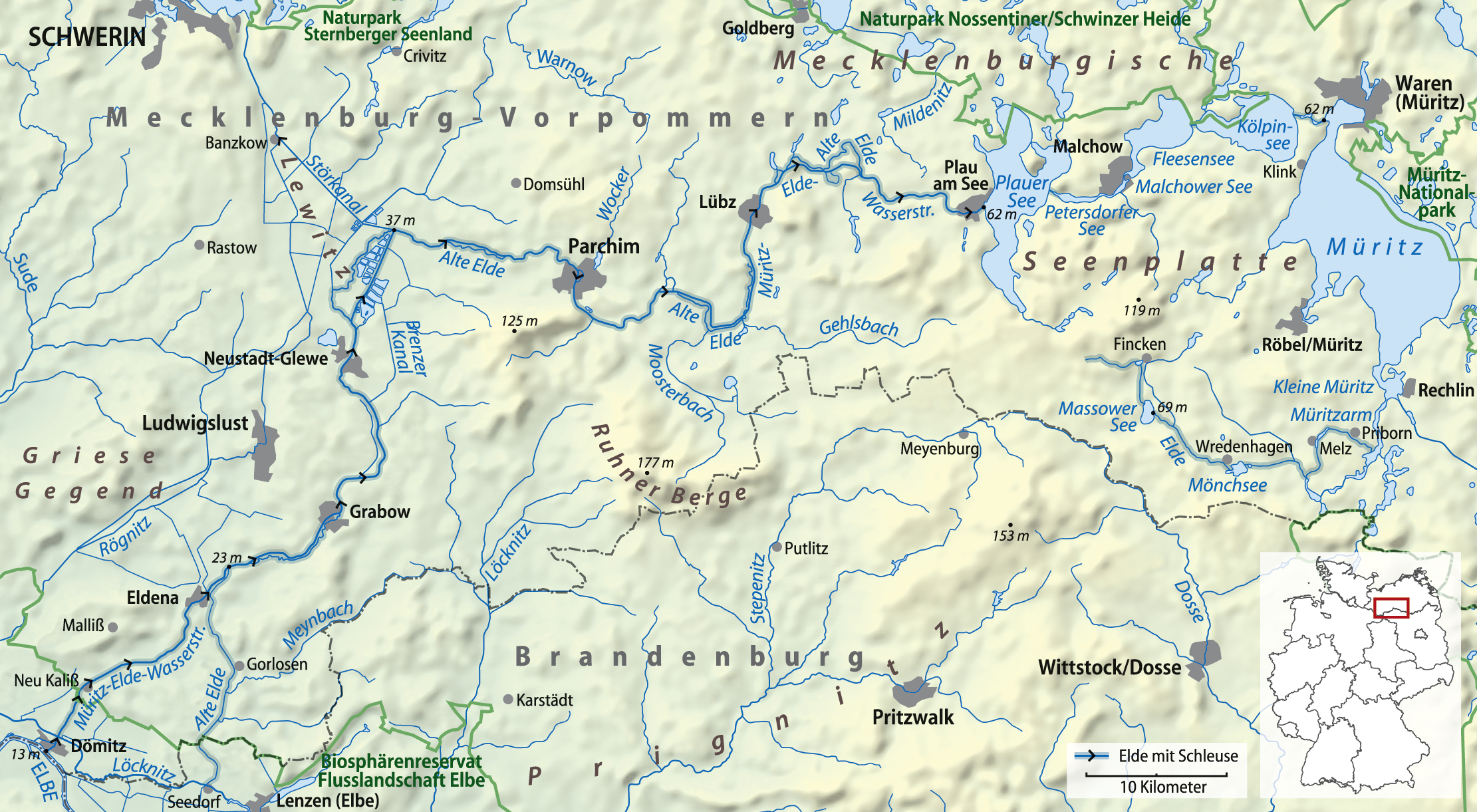

Река Эльде упоминается в одном из документов Mecklenburgisches Urkundenbuch, опубликованном в 786 году, где говорится об основании Карлом Великим епархии Верден. Подлинность этого документа является спорной. В 946 году Оттон I подарил земли епархии Хафельберг, северная граница которой прошла по Эльде до самого её устья. Генрих Лев в 1163 году назвал реку границей епархии Ратцебург также до самого её устья.